# All Too Well
Pistes de Red
I Knew You Were Trouble
(2012) 22
(2013)
All Too Well est une chanson de l'auteure-compositrice-interprète américaine Taylor Swift, issue de son quatrième album studio Red sorti le 22 octobre 2012 sous le label Big Machine Records.
La chanson est la première écrite pour l'album Red, lors du Speak Now World Tour. Taylor Swift collabore avec sa coauteure régulière Liz Rose, qui l'aide à réduire la durée de la chanson de dix à cinq minutes. Produite par Taylor Swift et Nathan Chapman, All Too Well est une power ballad mêlant plusieurs genres musicaux. Ses paroles évoquent une relation amoureuse et sa disparation. All Too Well est considérée par les critiques et les fans de Taylor Swift comme l'une des meilleures chansons de l'artiste grâce à son écriture, ses détails, son émotion, sa performance vocale, sa progression lente et son apogée musicale. Pour plusieurs médias, elle figure parmi les meilleures chansons de la décennie.
En 2021, à la suite de la controverse sur ses masters (en), deux nouvelles versions du titre sont enregistrées pour l'album Red (Taylor's Version) : l'une de cinq minutes et l'autre de dix minutes. Accompagnée d'un film court intitulé All Too Well: The Short Film, All Too Well (10 Minute Version) rencontre un grand succès critique et commercial.

## Genèse

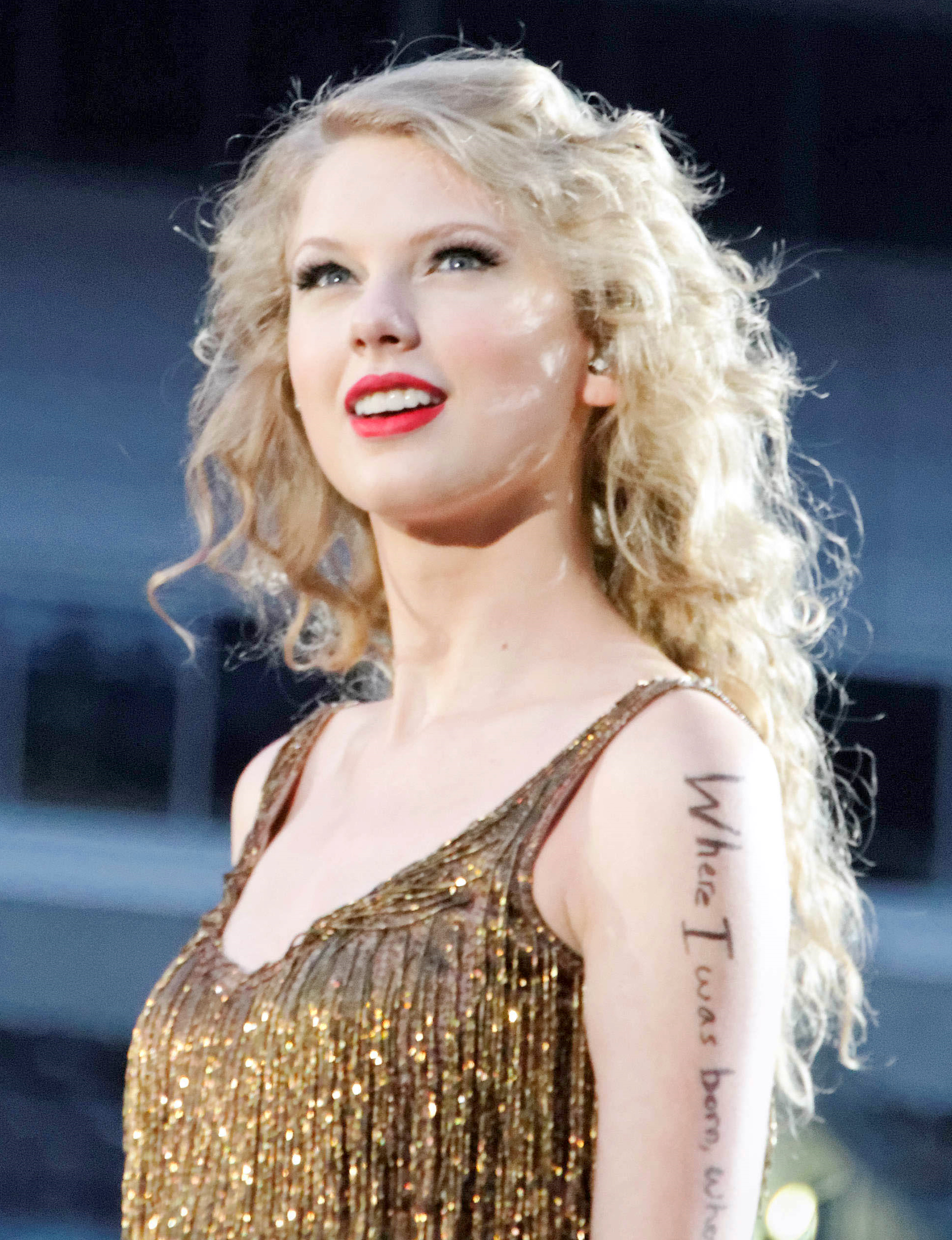
Taylor Swift lors du Speak Now World Tour en juin 2011.

All Too Well est la première chanson écrite pour l'album Red, sorti en 2012. Taylor Swift commence à composer All Too Well lors de sa tournée Speak Now World Tour, qui débute en février 2011. Lors de répétitions, l'artiste joue les quatre mêmes accords à la guitare ; son équipe la rejoint et elle improvise des paroles,,. La chanson monte progressivement en intensité, pendant 10 à 15 minutes. Pour Taylor Swift, il s'agit alors d'un moment cathartique alors qu'elle était particulièrement triste et touchée par le syndrome de la page blanche depuis six mois, après une relation toxique. Le moment est enregistré par son ingénieur du son.
Avec cet enregistrement, Taylor Swift se rapproche de Liz Rose, qui a participé aux trois précédents albums de l'artiste et a notamment coécrit You Belong with Me. Avec Taylor Swift, Liz Rose estime davantage agir comme une éditrice : « elle a des paroles qui fonctionnent pour son âge, je l'aide simplement à s'emparer de celles qui sont géniales »,. Dans une interview accordée en 2019, Liz Rose se rappelle en effet qu'All Too Well devait approcher les 20 minutes lorsque Taylor Swift l'a contactée et qu'elles ont conservé les paroles les plus fortes pour réduire la durée de la chanson. Pour Taylor Swift, « All Too Well a été la chanson la plus difficile à écrire car il [lui] a fallu du temps pour filtrer tout ce que [elle] avai[t] envie de dire »,. All Too Well est le dernier titre coécrit par Taylor Swift et Liz Rose.
Alors que la chanson est la préférée de Taylor Swift sur Red, son label choisit de ne pas en faire un single.

## Accueil et postérité

### Classements et certifications
Après la sortie de Red, en novembre 2012, All Too Well passe une semaine dans le Billboard Hot 100, à la 80e place. Elle se classe également brièvement au Hot Country Songs (17e) et au Canadian Hot 100 (59e). En janvier 2013, All Too Well apparaît dans le classement des radios country américaines, le Country Airplay de Billboard (58e).
| Classement (2012-13)         | Meilleure position |
| ---------------------------- | ------------------ |
| Canada (Hot 100)             | 59                 |
| États-Unis (Hot 100)         | 80                 |
| États-Unis (Country Songs)   | 17                 |
| États-Unis (Country Airplay) | 58                 |

## Interprétations sur scène
En novembre 2021, Taylor Swift admet qu'en raison du caractère personnel de la chanson, il était d'abord difficile pour elle de l'interpréter sur scène. Elle estime cependant que la chanson n'est plus qu'à propos d'elle et son public,. All Too Well est en effet l'une des chansons les plus demandées et les plus chantées en concert.

## Réenregistrements:All Too Well (Taylor's Version)

### Genèse et sortie
À la fin des années 2010, Taylor Swift se bat pour racheter les masters de ses six premiers albums auprès du label Big Machine Records, avec qui elle avait signé un contrat alors qu'elle était adolescente. Ne réussissant pas à obtenir gain de cause, début 2019, elle annonce qu'elle va réenregistrer l'ensemble de ces albums pour en détenir tous les droits et contrôler leur utilisation. Fearless (Taylor's Version) sort ainsi en avril 2021 et rencontre un franc succès.
En juin 2021, Taylor Swift annonce la réédition de Red, Red (Taylor's Version), pour le mois de novembre 2021. Le nouvel album, contient les 30 titres qui auraient dû figurer sur l'album original ainsi qu'une chanson de dix minutes. Les fans de la chanteuse pensent que cette chanson est All To Well. En effet, dès la sortie de Red en 2012, Taylor Swift avait laissé planer le doute sur l'existence d'une version longue d'All To Well, confirmée par sa coauteure Liz Rose. Deux versions de la chanson figurent finalement sur Red (Taylor's Version) : All Too Well (Taylor's Version) en 5e position et All Too Well (10 Minute Version) (Taylor's Version) (From the Vault) en 30e position. Chez Jimmy Fallon, Taylor Swift estime que la version de dix minutes est « la nouvelle version standard » de la chanson,.
Dans cette version longue, Taylor Swift fait plusieurs fois référence à la différence d'âge entre elle et un homme plus âgé. Cherchant à restaurer un certain équilibre dans cette relation, elle lui reproche notamment son gaslighting : « You said if we had been closer in age maybe it would have been fine/And that made me want to die. » (en français : « Tu as dit que si j'étais plus proche de ton âge, cela aurait peut-être été bien / et ça me donnait envie de mourir »). Alors que les fans de la chanteuse ont longtemps soupçonné All Too Well de faire référence à la relation entre Taylor Swift et l'acteur Jake Gyllenhaal, cette nouvelle version semble confirmer cette hypothèse : la différence d'âge entre les protagonistes — le couple s'est fréquenté à l'automne 2010 alors que Swift avait 20 ans et Gyllenhaal 29 —, la référence à l'âge de Taylor Swift au moment de leur rupture (« And he said, 'It's supposed to be fun... turning 21.' »), etc.. Lors de la sortie de la nouvelle version, en raison du portrait peu flatteur qui est supposément fait de lui, Jake Gyllenhaal est violemment attaqué sur les réseaux sociaux. Si Taylor Swift ne confirme pas qu'All Too Well parle de l'acteur, Jake Gyllenhaal réagit à l'affaire : « C'est [sa liberté d']expression. Les artistes puisent leur inspiration dans leurs expériences personnelles, et je ne le reproche à personne »,.

### Nominations et récompenses
| Année | Prix                       | Catégorie                                                            | Résultat   |
| ----- | -------------------------- | -------------------------------------------------------------------- | ---------- |
| 2021  | Livre Guinness des records | Chanson la plus longue à atteindre la 1re place du Billboard Hot 100 | Lauréat    |
| 2022  | IHeartRadio Music Awards   | Meilleures paroles                                                   | Lauréat    |
| 2022  | Kids' Choice Awards        | Chanson préférée                                                     | Nomination |
| 2023  | Grammy Awards              | Chanson de l'année                                                   | Nomination |

### Performance commerciale
Lors de la sortie de Red (Taylor's Version), 26 des 30 pistes de l'album se classent dans le Billboard Hot 100 américain, un record d'entrées dans le classement,. En particulier, All Too Well (Taylor's Version) prend la tête du Hot 100, Billboard comptant les deux versions — de 5 et 10 minutes — comme un seul titre, ; la chanson de 2012 restant comptée à part,. La semaine du 12 au 18 novembre 2021, All Too Well (Taylor's Version) réunit 54,4 millions d'écoutes, 286 000 impressions à la radio et 578 000 ventes digitales.
Il s'agit du 8e numéro un de la chanteuse au Billboard Hot 100, et son 30e top 10. All Too Well (Taylor's Version) est la première reprise d'une chanson à dominer le classement depuis Lady Marmalade en 2001. All Too Well (Taylor's Version) devient avec ses 10 minutes 13 secondes la plus longue chanson à prendre la tête des charts américains. Elle bat ainsi le record d'American Pie de Don McLean, chanson de 8 minutes qui fut numéro un du Billboard Hot 100 en 1972,,. All Too Well (Taylor's Version) ne passe qu'une semaine en tant que numéro un, mais reste 15 semaines dans le Hot 100. Toujours aux États-Unis, le titre prend également la tête du Hot Country Songs. Il reste trois semaines à cette place et totalise 21 semaines dans le classement.

### Classements et certifications
| Classement (2021)                      | Meilleure position |
| -------------------------------------- | ------------------ |
| Allemagne (Media Control AG)           | 36                 |
| Argentine (Hot 100)                    | 79                 |
| Australie (ARIA)                       | 1                  |
| Autriche (Ö3 Austria Top 40)           | 16                 |
| Belgique (Flandre Ultratop 50 Singles) | 49                 |
| Canada (Hot 100)                       | 1                  |
| Danemark (Tracklisten)                 | 33                 |
| Espagne (PROMUSICAE)                   | 25                 |
| États-Unis (Hot 100)                   | 1                  |
| États-Unis (Adult Pop Songs)           | 25                 |
| États-Unis (Country Songs)             | 1                  |
| Europe (Euro Digital Songs)            | 5                  |
| Hongrie (Single Top 40)                | 17                 |
| Italie (FIMI)                          | 69                 |
| Irlande (Irish Singles Chart)          | 1                  |
| Global 200                             | 1                  |
| Norvège (VG-lista)                     | 30                 |
| Nouvelle-Zélande (RMNZ)                | 1                  |
| Pays-Bas (Single Top 100)              | 39                 |
| Portugal (AFP)                         | 4                  |
| Royaume-Uni (UK Singles Chart)         | 3                  |
| Slovaquie (IFPI Rádio)                 | 81                 |
| Suède (Sverigetopplistan)              | 47                 |
| Suisse (Schweizer Hitparade)           | 19                 |
| Tchéquie (IFPI Rádio)                  | 95                 |

## All Too Well: The Short Film

### Synopsis
All Too Well: The Short Film est un court-métrage adaptant la chanson "All Too Well (10 Minute Version) (Taylor's Version) (From the Vault)", la version longue du réenregistrement de la chanson. Il fait aussi office de clip vidéo pour la chanson

### Nominations et récompenses
| Année                   | Prix                        | Catégorie             | Résultat |
| ----------------------- | --------------------------- | --------------------- | -------- |
| 2022                    |                             |                       |          |
| NME Awards              | Meilleur clip               | Nomination            |          |
| MTV Video Music Awards  | Vidéo de l'année            | Lauréat               |          |
| MTV Video Music Awards  | Meilleure vidéo long format | Lauréat               |          |
| MTV Video Music Awards  | Meilleure réalisation       | Lauréat               |          |
| MTV Video Music Awards  | Meilleure cinématographie   | Nomination            |          |
| MTV Video Music Awards  | Meilleur montage            | Nomination            |          |
| MTV Europe Music Awards | Meilleure vidéo             | Lauréat               |          |
| MTV Europe Music Awards | Meilleure vidéo long format | Lauréat               |          |
| American Music Awards   | Meilleur clip               | Lauréat               |          |
| 2023                    | Grammy Awards               | Meilleur clip musical | Lauréat  |

### Citations originales
1. ↑  « Taylor is good because she has lyrics that work for her age. I just help her grab the ones that are great. ».
2. ↑  « 'All Too Well' was the hardest to write because it took me a long time to filter through everything I wanted to say. ».
3. ↑  « It was about something very personal to me. It was very hard to perform it live. Now for me, honestly, this song is 100 percent about us and for you. ».
4. ↑  « The new standard version of what this song is. ».
5. ↑  « It is her expression. Artists tap into personal experiences for inspiration, and I don’t begrudge anyone that. ».